# 吉田幸真
吉田 幸真（よしだ こうしん、1973年1月12日 - ）は、静岡放送（SBS）の社員、元男性アナウンサー。

## 来歴・人物
愛知県稲沢市出身。血液型はA型。
法政大学を卒業後、1995年静岡放送に入社。同期のアナウンサーは影島香代子、佐藤理絵。入社後は情報番組のリポーターとラジオパーソナリティとしての出演が多かったが、2000年代から同局の男性アナウンサーの世代交代により、スポーツ実況やニュース番組が主となっていた。
2009年8月11日早朝に発生した駿河湾地震では、同局の夕方の『SBSイブニングeye』ニュース担当の野路毅彦が夏期休暇中であったため、キャスターを代行していた吉田が、小沼みのりとともに報道特別番組を担当。スタジオから最新の情報を伝えた。
その後アナウンサーから異動し、2022年以降は報道制作局報道部副部長となっている。

## 過去の担当番組

### テレビ
- おはようクジラ - 中継
- とく報!4時ら - 金曜司会→金曜中継→リポーター
- SBSイブニングeye - 5時台MC・6時台ニュースキャスターの代行。
- Soleいいね! - 司会、初期は中継
- 静岡新聞ニュース
- Jリーグ中継 - 実況
- 全国高等学校ラグビーフットボール大会 - 実況
- 税の相談室（SBSラジオの月曜日最初3:50放送のもの。但し、新聞やSBS公式サイトでは日曜深夜扱いとなっていた）
- 各種スポーツ中継 - 総合ディレクター

### ラジオ
- ぽっぷん王国ミュージックスタジアム（1996年10月 - 2000年9月）
- らじおの王様（1998年4月 - 2003年3月）
- ALL THAT MOVIE
- アナらじ（2008年4月 - 2009年3月）
- 朝だす!（木・金曜 2011年4月- 番組終了まで担当）
- 静岡新聞ニュース